# Eloá Quadros
Eloá do Valle Quadros (São Paulo, 13 de junho de 1923 — São Paulo, 22 de novembro de 1990) foi a esposa do 22.º presidente do Brasil, Jânio Quadros, ocupando o posto de primeira-dama do país entre 31 de janeiro e 25 de agosto de 1961, quando seu marido renunciou à presidência. Além disso, Eloá teve papel de destaque na vida política paulista, sendo primeira-dama da cidade de São Paulo em dois períodos distintos (1953–1955 e 1986–1989) e, posteriormente, do estado de São Paulo, onde serviu como a 40.ª primeira-dama entre 1955 e 1959.
Durante sua atuação como primeira-dama, Eloá Quadros ficou conhecida por seu comportamento discreto, mas também pela dedicação às atividades sociais, apoiando projetos assistenciais e iniciativas de caridade. Embora mantivesse um perfil reservado em relação à política, suas contribuições sociais refletiam o apoio às ações públicas de Jânio Quadros e sua valorização de iniciativas voltadas para a população mais vulnerável.

## Vida familiar
Eloá Bebral do Valle nasceu em São Paulo, filha única do farmacêutico Paulo Brebal do Valle Júnior e de Florisbina Daria de Azevedo. Ela tinha uma irmã mais nova, Eneida. Eloá era neta paterna de Paulo Brebal do Vale e Josefa Brebal do Valle, e, por parte de mãe, neta de Octavio D'Azevedo Souza e Amélia Vidal.
Desde cedo, Eloá demonstrou ser uma pessoa de fortes valores e dedicação aos estudos, que iniciou no renomado Colégio Sion, onde completou sua formação básica. Essas bases sólidas de educação e o ambiente familiar influenciaram seu estilo discreto e modesto, características que mantinha ao longo de sua vida pública e pessoal, especialmente durante o período como primeira-dama do Brasil e da cidade de São Paulo.

### Casamento e filha
Eloá conheceu Jânio no Guarujá, litoral de São Paulo, onde sua primeira impressão foi marcada por sua aparência singular. “Eu jamais conhecera um homem tão feio quanto Jânio”, teria comentado mais tarde. Apesar dessa curiosa observação, o casal se uniu em 26 de setembro de 1942, quando Eloá tinha apenas dezenove anos. A cerimônia de casamento ocorreu de forma simples na Igreja da Consolação, em São Paulo, refletindo o perfil modesto de ambos.
Do casamento, tiveram uma única filha, Dirce Maria Quadros, que, seguindo a tradição política da família, foi eleita deputada federal pelo PSDB, ocupando o cargo de 1987 a 1991. Aos dezesseis anos, Dirce Maria casou-se com o jornalista Alaor José Gomes, que trabalhava no gabinete de Jânio durante seu período como governador de São Paulo. Do primeiro casamento, nasceram três filhas. Mais tarde, após sua separação, Dirce casou-se com o norte-americano Michael Stong Mulcahy e passou a viver nos Estados Unidos, onde teve mais um filho, John Jânio, nome que homenageia o avô.
Eloá, com sua personalidade discreta e natureza voltada ao lar e à cultura, desempenhou um papel de suporte familiar, enquanto acompanhava Jânio em sua intensa e, por vezes, conturbada carreira política.

## Primeira-dama do Brasil
Eloá Quadros, durante seu breve período como primeira-dama do Brasil, destacou-se por sua simplicidade e pela vontade de implementar projetos de impacto social. Antes mesmo da posse de seu marido, manifestou publicamente interesse em fortalecer a Legião Brasileira de Assistência (LBA), além de trabalhar para combater a mortalidade infantil e conter o crescimento de favelas, problemas sociais que exigiam atenção urgente na época.
A primeira-dama também teria enviado uma carta ao renomado arquiteto Oscar Niemeyer, sugerindo uma obra que trouxesse mais vida à moderna, mas ainda árida, Praça dos Três Poderes. A sugestão teria inspirado Niemeyer a projetar a escultura Pombal, com 10 metros de altura, oferecendo abrigo aos pombos e adicionando um elemento de movimento e simbolismo ao espaço monumental da capital.
No campo das relações internacionais, Eloá participou de eventos diplomáticos ao lado do marido. No encontro dos presidentes Jânio Quadros e Arturo Frondizi em Uruguaiana, ela se reuniu com Helena Frondizi, primeira-dama da Argentina. A reunião foi celebrada com um churrasco tradicional, seguindo o protocolo formal, mas mantendo a atmosfera amigável e descontraída.
Diferente das primeiras-damas que a sucederam, Eloá era conhecida pela sua modéstia. Ela própria confeccionava suas roupas e as da filha, além de demonstrar grande interesse pelas artes, especialmente teatro e cinema, cultivando um perfil que refletia sua natureza discreta e seu apreço pela cultura.

## Doença e morte
Em 1984, Eloá Quadros enfrentou um sério desafio de saúde ao ser diagnosticada com câncer de mama, o que a levou a se submeter a uma cirurgia para a remoção do tumor em São Paulo. Durante o último mandato de seu marido, Jânio Quadros, como prefeito da cidade (1986-1988), Eloá precisou realizar diversas viagens internacionais em busca de tratamentos complementares contra a doença, evidenciando sua luta prolongada e discreta contra o câncer.

Eloá faleceu em 22 de novembro de 1990, aos 67 anos.